# Ялмужник
Ялмужник від ялмужка, алмужний або «благодійник» (біл. ялмужнік, пол. jałmużnik, чеськ. almužník, англ. almoner, фр. aumônier, рос. элемозинарий) — звання та посада офіцера ложі масонства. Ялмужник мав і має зі скринею-скарбничкою обходити братів-каменярів як збирач коштів на благодійність. У масонській символіці в третьому трикутнику, названому як «шляхи та засоби» — на вершинах геометричної фігури є Велебний, Ялмужник і Скарбник. У масонській ложі ялмужник є останнім у шерегу. Де Офіцери масонської ложі службовці допомагають Велебному (преподобному) організувати працю таємної ложі. Звично це Перший та Другий дозорні, далі за чергою Майстер обрядів (майстер ритуалів), Експерт, Секретар, Промовець (оратор), Скарбник та Брамник (після яких — Ялмужник).
- Ялмужник — французька гідність, котру мав один зі священиків при королівському дворі. Під час правління короля Франциска I, ялмужник називався як «Великий роздавач милостині» (фр. Grand-Aumônier de France), котрий був головою французького духовенства. У французькій армії ялмужник є фр. Aumoniere — титулом капеланів (військових, навчальних, скаутсько-розвідувальних тощо) різних віросповідань.
- У Великій Британії є спадковий уряд ялмужника як «Великого Милостивого» (єпископ, лорд «англ. High-Almoner»), як адміністратор благодійних фондів.
- Ялмужник папський (лат. Elemosinerius Apostolica)[4] — архієпископ у безпосередній близькості від Папи Римського, приналежний до «сімейства Папського» (лат. Familia Pontificia), це член «Папського двору» (лат. Domus Pontificalis). Він завжди присутній поруч із префектом Папського двору для церемоній та аудієнцій. У його функції входить забезпечення від імені Святішого Отця надання милосердя тим, хто потребує. Він також займається уділенням благословення Папи Римського, його підпис є на відповідних формулярах. Всі доходи використовує для папського милосердя і декотрих благодійних установ, підзвітних безпосередньо Святому Престолові (Ватиканові), і декількох шкіл у Римі та Кастель Гандольфо. 3 серпня 2013 р. Папа Франциск призначив «папським ялмужником» польського архієпископа монсеньйора Конрада Краєвського[5][6].